# Gilles Servat
Gilles Servat (Tarbes, 1º febbraio 1945) è un musicista, cantautore, attore, scrittore, scultore e incisore francese.
È un protagonista della canzone in lingua bretone, sebbene abbia composto e interpretato anche moltissime canzoni in lingua francese. La sua carriera artistica, iniziata nel 1972, lo vede dapprima come deciso militante per il rinnovo dell'identità bretone, con canzoni di stampo indipendentista e socialista; nella seconda parte della sua carriera si dedicherà invece a tematiche più vicine alla tradizione poetica e musicale della Bretagna.

## Biografia
Gilles Servat è nato a Tarbes, nel dipartimento dei Pirenei Orientali, da una famiglia originaria di Nantes (si ricorda che Nantes, pur non facendo attualmente parte della regione della Bretagna, è la capitale della "Bretagna storica"; nativi di Nantes sono anche i componenti di un altro gruppo musicale di punta della rinascita della musica bretone, i Tri Yann).
La famiglia di Gilles Servat rientra a Nantes pochi mesi dopo la nascita del figlio; si trasferiscono poi a Cholet, dove Gilles vive fino alla licenza liceale. Nel 1969 Gilles Servat scopre l'Isola di Groix, ed è un vero e proprio "colpo di fulmine"; l'anno successivo decide di impegnarsi nella musica e nella canzone.
All'inizio degli anni '70 fonda un'etichetta discografica, la Kelenn, che è la prima a produrre gli appena formati ed ancora sconosciuti Tri Yann. Nel 1972, anno di inizio ufficiale della sua carriera, Gilles Servat compone il suo primo disco per la Kelenn, La Blanche Hermine, contenente l'omonima canzone che diverrà immediatamente una sorta di inno in Bretagna. Si tratta di una canzone violentemente indipendentista, nel quale si prefigura una vera e propria guerra alla Francia e la formazione di un "esercito di marinai, di contadini e di lavoratori". La canzone prende il titolo da uno dei simboli stessi della Bretagna, l'ermellino bianco (la leggenda bretone narra che l'ermellino, inseguito da una muta di cani da caccia, di fronte ad un pantano preferì essere sbranato piuttosto che gettarvisi dentro e sporcare il suo candido manto; da qui il motto della Bretagna, Plutôt la mort que la souillure, "Piuttosto morire che sporcarsi").
Il disco contiene altre canzoni fortemente impegnate in senso socialista, tra le quali Les Prolétaires. Con questo suo primo disco, Gilles Servat assume una fama immediata ed entra nel circuito della grande distribuzione, assieme agli stessi Tri Yann e a Alan Stivell. La Blanche Hermine vende oltre un milione di copie.
L'anno successivo (1973) esce L'Hirondelle ("La Rondine"). In questo disco sono ancora presenti canzoni assai impegnate (ve n'è anche una, in lingua bretone, dedicata a Víctor Jara), ma fanno capolino anche le prime canzoni poetiche ed altre sull'Isola di Groix, il suo "paradiso celtico. Da notare che Gilles Servat aveva appreso la lingua bretone soltanto tre anni prima (ma ne diverrà un virtuoso assoluto).
La sua carriera prosegue nel filone impegnato (addirittura con tematiche antimilitariste), ma si sposta sempre di più verso l'ecologismo militante e verso la canzone poetica. Tra il 1973 e il 1975 prende parte anche a tre film, in uno dei quali è il protagonista. Recita, tra il 1984 e il 1985 anche come attore di teatro.
Nel 1993 presenta al teatro "Aux Tombées de la Nuit" il suo spettacolo Le Fleuve ("Il fiume"), con regia e messa in scena di Alain Mollot e musiche di Jean-Marie Sénia. Si dedica poi alla scrittura di fantascienza, con un ciclo in cinque volumi intitolato Les Chroniques d'Arcturus. È anche scultore (addirittura di formazione specifica), disegnatore e incisore; nel 1986 realizza una grande mostra delle sue opere a Morlaix.
Nel 1993, tornando alla musica, partecipa all'iniziativa L'Héritage des Celtes assieme ad altri 74 musicisti; sarà presente nei primi quattro album di tale nuova formazione. Dopo anni di calo di popolarità, rientra nel circuito della grande distribuzione (con la Sony) e compone un nuovo album di canzoni, Sur les quais de Dublin ("Sui lungofiume di Dublino"), cui partecipano anche artisti irlandesi del calibro di Ronnie Drew (dei The Dubliners), Andy Irvine e Rita Connolly.
Nel 1994, tornando alle tematiche "primitive", nel suo album A-raok mont kuit (in bretone: "Prima di partire"), dà una memorabile interpretazione della canzone situazionista La vie s'écoule, la vie s'enfuit, scritta da Raoul Vaneigem.

## Touche pas à la Blanche Hermine!
Nel 1998 Gilles Servat è agli onori delle cronache per un episodio che si ricollega al suo riconosciuto "inno indipendentista" bretone degli inizi, La Blanche Hermine. Tale canzone, infatti, era stata utilizzata in alcune riunioni del Front National, il partito francese di estrema destra (si ricorda che il suo leader, Jean-Marie Le Pen, è bretone di nascita), probabilmente per fare appello alla "Bretagna profonda". Ritenendo che lo spirito della canzone fosse stato del tutto travisato, Gilles Servat scrive un violentissimo testo contro Le Pen ed il Fronte Nazionale, in cui si scaglia contro il presupposto uso razzista che ne veniva fatto:
(Gilles Servat, Touche pas è la Blanche Hermine)
Gilles Servat compone quindi un album intitolato proprio Touche pas à la Blanche Hermine; durante la relativa tournée, recita il testo contro il Fronte Nazionale facendolo seguire dall'esecuzione della canzone originale.
Durante gli ultimi anni Servat vive nell'isola di Groix, dove si dedica a tutte le sue arti. Ama ripetere un detto del suo amico e maestro Glenmor: La Bretagna esiste solamente nel sogno e nell'immaginario, e finché un bretone sognerà la Bretagna, essa continuerà a esistere.

## Discografia
- 1971: La Blanche Hermine - singolo - ed. Kelenn
- 1972: La Blanche Hermine - LP - ed. Kelenn, Phonogram
- 1973: Ki Du - LP - ed. Kelenn, Phonogram
- 1974: L'Hirondelle - LP - ed. Kalondour, Phonogram
- 1975: La Liberté brille dans la nuit - LP - ed. Kalondour, Phonogram
- 1976: Le pouvoir des mots - LP - ed. Kalondour, Phonogram
- 1977: Chantez la vie, l'amour et la mort - LP - ed. Kalondour, Phonogram
- 1979: L'Or et le Cuivre - LP - ed. Kalondour, Phonogram
- 1980: Hommage à René Guy Cadou - LP - ed. Kalondour, Phonogram
- 1981: Gilles Servat en public - LP - ed. Kalondour, Phonogram
- 1982: Je ne hurlerai pas avec les loups - LP - éd. Kalondour, Phonogram
- 1985: La douleur d'aimer - CD - Servat, Pluriel
- 1988: Mad in Serenite, - CD - Escalibur, Coop Breizh
- 1988: Rochambeau 88 - stereocassetta - inedito
- 1991: L'Albatros Fou, - CD - ed. Keltia musique
- 1992: Le Fleuve - CD - Escalibur, Coop Breizh
- 1994: A-raok mont kuit (Avant de partir) - CD - ed. Keltia musique
- 1994: Les Albums de la Jeunesse (compilation) - CD - ed. Keltia musique
- 1996: Litanies pour l'an 2000 (compilation) - CD - Mercury Records, Philips
- 1996: Sur les quais de Dublin - CD - Columbia, Sony Music
- 1998: Touche pas a la Blanche Hermine - CD - Saint-George, Sony Music
- 2000: Comme je voudrai - CD - Columbia
- 2003: Escales, - CD - Columbia
- 2005: Sous le ciel de cuivre et d'eau - CD - Coop Breizh
- 2006: Je vous emporte dans mon cœur (35 ans - 35 titres) - doppia compilation CD - Coop Breizh

## Collaborazioni
- 1993 avec Alan Stivell: Again

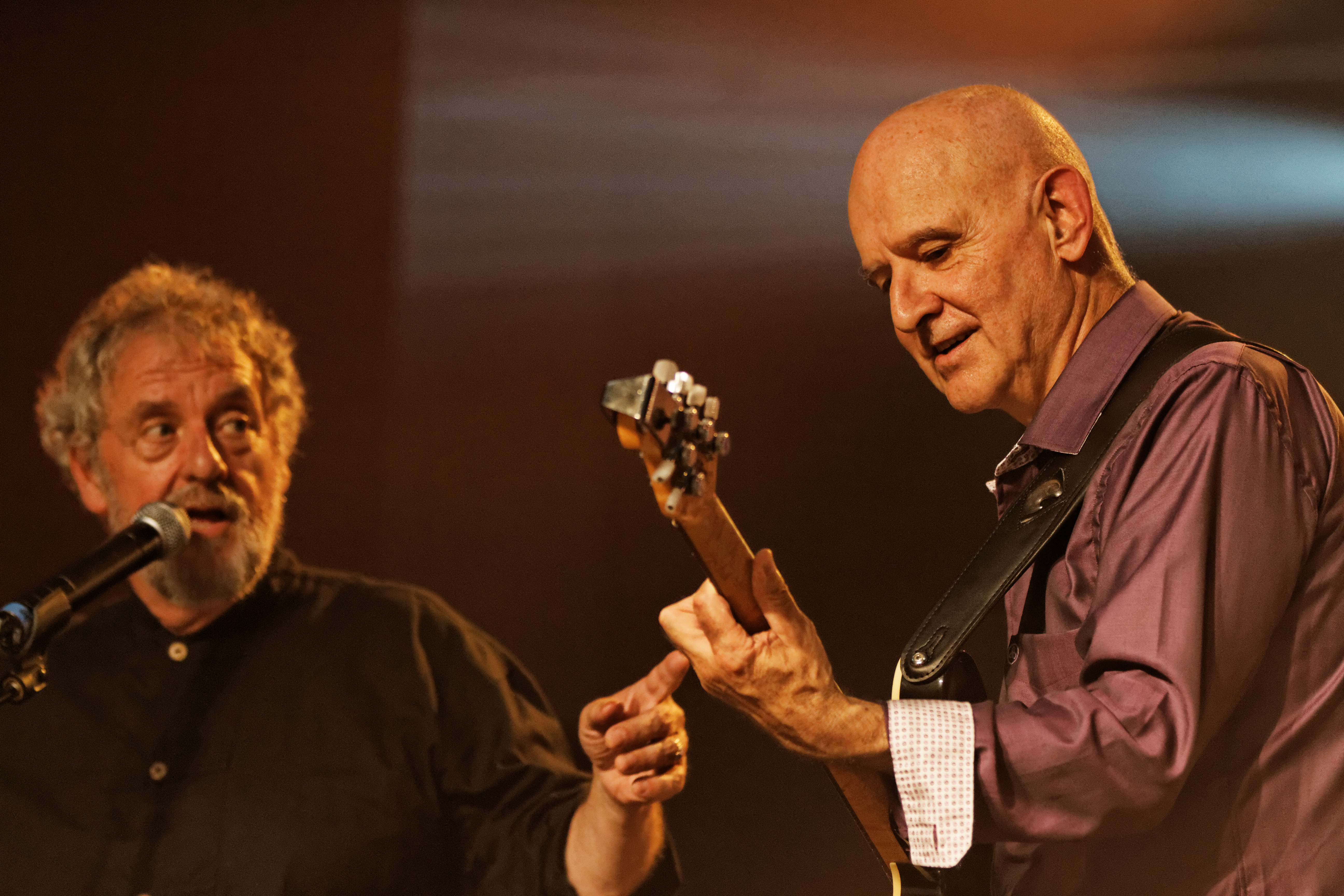
Gilles Servat e Dan Ar Braz

- 1994 avec Dan Ar Braz: Héritage des Celtes
- 1995 avec Dan Ar Braz: Héritage des Celtes en Concert
- 1997 avec Dan Ar Braz: Héritage des Celtes, Finisterres
- 1998 avec Dan Ar Braz: Héritage des Celtes, Zénith
- 1999 Bretagnes à Bercy
- 2000 avec Donal Lunny: Saint-Patrick
- 2003 Stade de France 2002
- 2003 Carlos Nuñez: Un Galicien en Bretagne

## Opera letteraria
- Mise à mort des cultures populaires, in collaborazione con Guy Millière. Éditions Syros (1978).
- Connemara (fotografie di Didier Houeix), Éditions Apogée, coll. « Terres celtes », Rennes.

Nel campo della fantascienza:
- Les chroniques d'Arcturus, éditions L'Atalante.
  - 1- Skinn Mac Dana (1995)
  - 2- La navigation de Myrdhinn (1996)
  - 3- Arcturus (1997)
  - 4- Les Ssahanis (2000)
  - 5- Le dixième jour de Branvode (2003)
- Postfazione al romanzo "Les Sonneurs Noirs" di Jean-Pierre Hubert, collection Autres Mondes, Mango.